# Ophisternon bengalense
Ophisternon bengalense е вид лъчеперка от семейство Synbranchidae. Видът не е застрашен от изчезване.

## Разпространение и местообитание
Разпространен е в Австралия (Австралийска столична територия, Западна Австралия и Южна Австралия), Индия, Китай, Малайзия, Мианмар, Пакистан, Тайланд, Филипини и Шри Ланка.
Обитава крайбрежията на сладководни и полусолени басейни, океани, морета, лагуни, реки и канали. Среща се на дълбочина от 0,6 до 1,4 m, при температура на водата около 29 °C и соленост 34,1 ‰.

## Описание
На дължина достигат до 1 m.